# دافيدي فيراري
دافيدي فيراري (بالإيطالية: Davide Ferrari)‏ (20 فبراير 1992 - ) هو لاعب كرة قدم إيطالي في مركز الدفاع. لعب مع نادي بريشيا ونادي كومو ونادي فياريجو وASD Victor San Marino ‏.

## وصلات خارجية
- دافيدي فيراري على موقع قاعدة بيانات كرة القدم.إي يو (الإنجليزية)